# ドイツ語技能検定試験
ドイツ語技能検定試験（ドイツごぎのうけんていしけん、ドイツ語: Diplom Deutsch in Japan）は、財団法人ドイツ語学文学振興会が実施する、日本語話者向けのドイツ語の検定試験。独検と略される。1992年から始まった。

## 級
| 級    | レベル                                                           | 語彙数 | CEFR   |
| ----- | ---------------------------------------------------------------- | ------ | ------ |
| 1級   | 数年以上、恒常的にドイツ語に触れており、専門的な内容も理解できる | N/A    | C1以上 |
| 準1級 | 数年以上、恒常的にドイツ語に触れている                           | 5,000  | B2     |
| 2級   | 学習180時間、日常生活において不自由なくドイツ語を使える          | 3,000  | B1     |
| 3級   | 学習120時間、簡単な会話・文章が理解できる                        | 2,000  | A2     |
| 4級   | 学習60時間、初歩的文法理解                                       | 1,000  | A1/2   |
| 5級   | 学習30時間、初歩的文法理解                                       | 550    | A1/1   |

ドイツ語技能検定試験の各級の検定基準は、次の通りである。
- 1級（Höchststufe）：①標準的なドイツ語を不自由なく使え、専門的なテーマに関して書かれた文章を理解し、それについて口頭で意見を述べることができる。②複雑なテーマに関する話やインタビューの対話などの内容を正確に理解できる。③複雑な日本語の文章をドイツ語に、ドイツ語の文章を日本語に訳すことができる。
- 準1級（Oberstufe）：①ドイツ語圏における生活に対応できる標準的なドイツ語を充分身につけている。②新聞などの比較的複雑な記事や論述文などを読むことができる。③自分の体験などについて、詳しく話し、社会的・実用的なテーマについて口頭で自分の考えを述べることができる。④比較的長い文章の要点を聞き取り、短い文章を正しく書くことができる。
- 2級（Mittelstufe）：①ドイツ語の文法や語彙についての充分な知識を前提に、日常生活に必要な会話や社会生活で出会う文章が理解できる。②やや長めの文章を理解し、内容についての質問に答えることができる。③具体的・抽象的なテーマについてのインタビューや短い記事の内容を聞き取ることができる。④短いドイツ語の文を正しく聞き取ることができる。
- 3級（Grundstufe）：①ドイツ語の初級文法全般にわたる知識を前提に、簡単な会話や文章が理解できる。②基本的なドイツ語を理解し、ほとんどの身近な場面に対応対応できる。③簡単な内容のコラムや記事などの文章を読むことができる。④短い文章の内容を聞き、簡単な質問に答え、重要な語句や数字を書き取ることができる。
- 4級（Anfängerstufe）：①基礎的なドイツ語を理解し、初歩的な文法規則を使って、日常生活に必要な表現や文が運用できる。②家族、学校、職業、買い物など身近な話題に関する会話ができる。③簡単な手紙や短い内容が理解できる。④比較的簡単な文章の内容を聞き、質問に答え、重要な語句や数字を書き取ることができる。
- 5級（Elementalstufe）：①初歩的なドイツ語を理解し、日常生活でよく使われる簡単な表現や文が運用できる。②挨拶の表現が適切に使える。自分や他人を簡単に紹介することができる。③広告やパンフレットなどの短い文の中心的な内容が理解できる。④必要に応じて簡単な数字やキーワードを書き取ることができる。

### 級の改定の歴史
準1級と5級は2008年度秋期から増設された。ただし、準1級とは従来の2級のことで、試験の形式に若干の変更を加えたものであるため、実際に増設されたのは、従来の2級よりも難易度の低い新2級ということになり、新2級の増設の目的は、3級と旧2級のレベルの差の緩和にある。5級増設の目的は、最初歩レベルの設置。ドイツ語技能検定試験における2級から準1級への改称と、旧2級と3級との間に新2級を設置したのは、実用英語技能検定において、1987年に新設された準1級は1級と2級との間の、1994年に新設された準2級は2級と3級との間の、それぞれの中間レベルの級として新設された事例と比較すると、かなり対照的である。CEFRの対応関係では、独検と英検は2級以上は同じであるが、独検3級は英検準2級に相当する。

## 1級・準1級の二次口述試験
1級・準1級（従来の2級）の二次口述試験は、次の方法で行われる。
- 1級の二次口述試験の評価基準は、①発音とイントネーション、②文章構成能力、③テーマに即して意見を述べる能力、④ドイツ語コミュニケーション能力の4つである。ドイツ語を母語とする試験委員による質問で試験は進行し、その質疑に立ち会う日本人試験委員も独自に採点する。この口述試験の評点と一次試験の得点を総合して、独検審査委員会が1級の最終合否を判定する。
- 準1級の二次口述試験の実施方法は、例年、ドイツ語を母語とする面接委員と日本人面接委員の2名で審査チームを作り、受験者を1人ずつ試験室に招き入れて質問をする。準1級の審査対象となるドイツ語能力は、①発音とイントネーション、②文章構成能力、③描写能力、④コミュニケーション能力の4つである。試験の質問を担当するドイツ語を母語とする面接委員と、その質疑応答に立ち会う日本人面接委員が、それぞれ立場で採点する。この口述試験の評点と一次試験の得点を総合して、独検審査委員会が準1級の最終合否判定を行う。

独検審査委員会は、ドイツ語学文学振興会理事、ゲーテ・インスティトゥート代表、ドイツ大使館文化部代表、オーストリア大使館文化部代表、スイス大使館文化部代表、独検出題委員会委員長、独検出題委員会副委員長（以上19名）で構成する。

## 日程および受験地
ほぼ日本全国の主要な都市で受験することが出来る。1992年から1994年までは秋期試験のみの年1回だったが、1995年6月に春期試験も始まり、年2回になった。2008年秋期から、下記のとおり実施されている。
- 春期：5・4・3・2級
- 秋期：5・4・3・2・準1・1級